# Brahim Hemdani
Brahim Hemdani, né le 15 mars 1978 à Colombes (France), est un footballeur international algérien. Il joue au poste de milieu de terrain ou bien défenseur. Il possède aussi la nationalité française.
Il compte quatre sélections en équipe nationale en 2008.

## Biographie

### Débuts
Formé au RC Paris depuis ses premiers pas de footballeur dès l'âge de 6 ans, il suit toutes les catégories de jeunes jusqu'à ses débuts en équipe première du club en 1995. Dirigée par Jean-Marie Lawniczak (ancien membre du conseil fédéral), il accède au championnat National (ancienne D3) en 1997.
À la suite de cette saison couronnée par cette montée à l'échelon supérieur, Brahim Hemdani intègre en 1997 le centre de formation de l'AS Cannes, dirigé par Nasser Larguet et dont le responsable de l'équipe première est Guy LACOMBE. Le club est à l'époque le meilleur centre français et est réputé pour lancer très rapidement ses meilleurs jeunes au sein de l'élite du football français (D1).
Il y fait ses débuts professionnels très rapidement, à l'occasion du match de championnat entre l'AS Cannes et Montpellier, le 9 novembre 1997 où il est titularisé d'entrée à l'âge de 19 ans.
Il inscrit son premier but en première division lors d'un match à domicile contre le SC Bastia à 20 ans. Avec une victoire au bout, Brahim Hamdani s'installe dans l'équipe qu'il ne quittera plus durant deux saisons.

### Révélation à Strasbourg
Lors de son passage à l'AS Cannes, il est remarqué par le RC Strasbourg dirigé par Pierre Mankowski. Il est transféré en janvier 1999 pour un montant de 2 M€ et arrive dans une équipe où jouent des joueurs internationaux comme Corentin Martins, qui venait lui aussi d'arriver peu de temps auparavant en provenance du Deportivo La Corogne en Espagne. Il ne tarde pas à se faire une place au sein de l'équipe type pour ne plus en sortir et en devenir un des joueurs essentiels. Au cours de sa deuxième saison, le club qui a des résultats irréguliers décide de miser sur des jeunes comme Peguy Luyindula ou Habib Beye pour finir à la neuvième place du championnat de France où il inscrit 3 buts. Il quitte le club en janvier 2001 et son départ à l'Olympique de Marseille.

### Olympique de Marseille
En janvier 2001, contacté par le directeur sportif Jean-Christophe Cano, il rejoint l'Olympique de Marseille pour un transfert estimé à 4,5 ME. Le club connaît des difficultés en championnat lors de cette saison 2000-2001. C'est à la fin de cette saison que le propriétaire du club, Robert Louis-Dreyfus, après avoir définitivement assuré sa place parmi l'élite du football français fait appel à Bernard Tapie à l'intersaison qui signe là son grand retour dans le football dans le club qu'il a amené au firmament du football français (10 titres), et européen en remportant la Ligue des champions 1993 contre le grand Milan A.C.
À son arrivée le nouvel homme fort de l'O.M responsable de tout le domaine sportif va alors chambouler tout l'effectif professionnel, avec une valse des arrivées et des départs. Ce qui va avoir un impact direct sur le temps de jeu de Brahim qui est mis à l'écart avec ses coéquipiers Ibrahim Ba, Djamel Belmadi et Ibrahima Bakayoko notamment, lors de cette saison 2001-2002.
Cependant les choses ne tournent pas à l'avantage du club qui connaît des résultats moyens malgré la valse des joueurs. Une instabilité qui coûte sa place à Tapie qui quitte le club par la petite porte à la fin de cette saison. Un nouveau président est alors nommé en la personne de Christophe Bouchet, qui confie les rênes de l'équipe professionnelle à Alain Perrin débarquant sur la Canebière en provenance de Troyes où il réalise un très bon travail durant quelques saisons.
La première est à la hauteur des espérances affichées au début de la saison 2002/2003 puisque l'O.M est champion d'automne à mi-parcours pour finir à la 3e place de la ligue 1, signant ainsi le retour du club dans la plus prestigieuse des compétitions européennes qu'est la Ligue des champions après un tour préliminaire passé sans encombre contre l'Austria de Vienne (Autriche). Brahim Hemdani est alors un homme de base de l'équipe qui a remis le club à la place qu'il n'aurait jamais dû quitter.
La saison suivante (2003/2004) voit arriver un certain Didier Drogba à la pointe de l'attaque olympienne, puis Fabien Barthez en provenance de Manchester United dans l'équipe où Brahim en est devenu le capitaine. La Ligue des champions lui offre de grandes affiches contre le F.C Porto ou le grand Réal Madrid des galactiques Zidane, Ronaldo, Raùl, Beckham, Figo, Roberto Carlos. Les résultats ne sont malgré tout pas conformes aux attentes suscitées par la saison précédente. Le club décide de changer d'entraîneur en nommant José Anigo en décembre 2003, alors responsable de la formation au club, à sa tête.
Le club finit troisième de sa poule en Ligue des champions et est reversé en UEFA pour ce qui sera une des plus grandes épopées du club sur la scène continentale. Brahim Hemdani, alors milieu défensif, est placé en défense centrale pour une aventure qui va le conduire jusqu'en finale de la Coupe de l'UEFA 2004 à Goëtborg en Suède. Après avoir éliminé successivement Liverpool, l'Inter Milan et Newcastle F.C, il perd la finale en s'inclinant (0-2) contre le FC Valence.
Cette compétition permet à Hemdani de susciter la convoitise mais il demeure au club après un transfert avorté à Bolton en Premier League anglaise à l'été 2004, aux derniers jours du mercato. Il termine son contrat lors de la saison 2004/2005 et quitte le club libre pour s'engager avec les Glasgow Rangers en Écosse.

### Glasgow Rangers
À l'intersaison 2005, il signe un contrat de 5 ans avec les Glasgow Rangers F.C après une rencontre avec le président du club Sir David Murray et de son ami Sir Sean Connery. Lors de sa première préparation avec son nouveau club à Toronto au Canada, Brahim contracte une déchirure musculaire contre le Dynamo de Zagreb en match de préparation qui le contraint à patienter jusqu'en septembre pour arborer ses nouvelles couleurs en Ligue des champions contre Bratislava. Il est élu homme du match pour son premier rendez-vous avec sa nouvelle équipe. Malheureusement le club ne sort pas de sa poule mais les grands derbys de Glasgow face à l'autre ogre écossais qu'est le Celtic FC lui offre des affiches digne des plus grands standards européens. Il termine à la seconde place du championnat et le club accède de nouveau à la coupe de l'UEFA l'année suivante.
Sa deuxième saison (2006/2007) marque l'arrivée au club de son nouvel entraîneur Paul Le Guen, avec qui le courant passe tout de suite et fait de Hemdani un de ses principaux relais dans l'équipe avec l'ancien attaquant de l'A.S Monaco, Dado Prso. Il fait une grande saison à titre personnel (malgré la perte du titre en championnat) en jouant 55 matches (alternant entre le poste de milieu défensif et défenseur central), inscrivant 2 buts dont un mémorable face au Celtic et Osasuna en coupe de l'UEFA. Il rentre alors définitivement dans le cœur des supporters écossais.
Il est alors élu joueur de l'année 2007 par son club et ses supporters.
Sa troisième saison (2007/2008) voit l'arrivée de Walter Smith au poste de manager général, légende vivante du club. Il joue une des plus grandes saisons de l'histoire du club écossais en menant l'équipe de Brahim Hemdani jusqu'en finale de la Coupe de l'UEFA 2008 dans le stade de Manchester City ; c'est la deuxième finale de coupe d'Europe jouée par le joueur après celle perdue 4 ans plus tôt avec l'Olympique de Marseille (défaite contre Valence F.C en 2004). Malheureusement, il échoue à nouveau au pied de la dernière marche qui l'aurait amené au sacre européen. Une saison frustrante pour le joueur en termes de titres.
Il honore ses premières capes avec l'équipe nationale algérienne (A) à 29 ans malgré des sollicitations régulières depuis son arrivée à l'Olympique de Marseille à l'âge de 22 ans.
Il achève ses dernières saisons 2008-2010 à Glasgow en jouant moins (26 matches) car l'entraîneur avait d'autres projets. Il quitte le club avec lequel il a vécu de très belles années en juin 2010 mais garde de grands souvenirs de cette expérience de 5 ans à l'étranger. Il met fin à sa carrière la même année à 32 ans.

### Reconversion
En juin 2021, après un an de formation au CNF Clairefontaine, il est diplômé du DESJEPS mention football.

## Statistiques en club
| Saison                | Club                   | Championnat           | Championnat | Championnat | Coupe nationale | Coupe nationale | Coupe de la Ligue | Coupe de la Ligue | Compétition(s) continentale(s) | Compétition(s) continentale(s) | Compétition(s) continentale(s) | Total | Total |
| Saison                | Club                   | Division              | M.          | B.          | M.              | B.              | M.                | B.                | Comp.                          | M.                             | B.                             | M.    | B.    |
| 1995-1996             | Racing CF Colombes 92  | 4                     | 10          | 3           | -               | -               | -                 | -                 | -                              | -                              | -                              | 10    | 3     |
| 1996-1997             | Racing CF Colombes 92  | 4                     | 34          | 0           | -               | -               | -                 | -                 | -                              | -                              | -                              | 34    | 0     |
| Sous-total            | Sous-total             | Sous-total            | 44          | 3           | 0               | 0               | -                 | -                 | -                              | -                              | -                              | 44    | 3     |
| 1997-1998             | AS Cannes              | 1                     | 20          | 1           | 4               | 0               | 2                 | 0                 | -                              | -                              | -                              | 26    | 1     |
| 1998-1999             | AS Cannes              | 2                     | 7           | 0           | 0               | 0               | -                 | -                 | -                              | -                              | -                              | 7     | 0     |
| Sous-total            | Sous-total             | Sous-total            | 27          | 1           | 4               | 0               | 2                 | 0                 | -                              | -                              | -                              | 33    | 1     |
| 1998-1999             | RC Strasbourg          | 1                     | 12          | 0           | 0               | 0               | 1                 | 0                 | -                              | -                              | -                              | 13    | 0     |
| 1999-2000             | RC Strasbourg          | 1                     | 29          | 3           | 7               | 1               | 3                 | 0                 | -                              | -                              | -                              | 39    | 4     |
| 2000-2001             | RC Strasbourg          | 1                     | 12          | 0           | 1               | 0               | 1                 | 0                 | -                              | -                              | -                              | 14    | 0     |
| Sous-total            | Sous-total             | Sous-total            | 53          | 3           | 8               | 1               | 5                 | 0                 | -                              | -                              | -                              | 66    | 4     |
| 2000-2001             | Olympique de Marseille | 1                     | 8           | 0           | 1               | 0               | 1                 | 0                 | -                              | -                              | -                              | 10    | 0     |
| 2001-2002             | Olympique de Marseille | 1                     | 11          | 0           | 0               | 0               | 0                 | 0                 | -                              | -                              | -                              | 11    | 0     |
| 2002-2003             | Olympique de Marseille | 1                     | 35          | 1           | 5               | 0               | 3                 | 0                 | -                              | -                              | -                              | 43    | 1     |
| 2003-2004             | Olympique de Marseille | 1                     | 30          | 1           | 3               | 0               | 2                 | 0                 | C1+C3                          | 8+9                            | 0                              | 52    | 1     |
| 2004-2005             | Olympique de Marseille | 1                     | 11          | 0           | 1               | 0               | 1                 | 0                 | -                              | -                              | -                              | 13    | 0     |
| Sous-total            | Sous-total             | Sous-total            | 95          | 2           | 10              | 0               | 7                 | 0                 | -                              | 17                             | 0                              | 129   | 2     |
| 2005-2006             | Glasgow Rangers        | 1                     | 19          | 0           | 0               | 0               | -                 | -                 | C1                             | 5                              | 0                              | 24    | 0     |
| 2006-2007             | Glasgow Rangers        | 1                     | 36          | 1           | 3               | 0               | -                 | -                 | C3                             | 10                             | 1                              | 49    | 2     |
| 2007-2008             | Glasgow Rangers        | 1                     | 12          | 0           | 5               | 0               | -                 | -                 | C1+C3                          | 9+9                            | 0                              | 35    | 0     |
| 2008-2009             | Glasgow Rangers        | 1                     | 0           | 0           | 0               | 0               | -                 | -                 | -                              | -                              | -                              | 0     | 0     |
| 2009-2010             | Glasgow Rangers        | 1                     | -           | -           | -               | -               | -                 | -                 | -                              | -                              | -                              | 0     | 0     |
| Sous-total            | Sous-total             | Sous-total            | 67          | 1           | 8               | 0               | 13                | 0                 | -                              | 33                             | 1                              | 121   | 2     |
| Total sur la carrière | Total sur la carrière  | Total sur la carrière | 286         | 7           | 31              | 1               | 13                | 0                 | -                              | 50                             | 1                              | 380   | 9     |

## Palmarès

### En tant que joueur
Marseille
- Finaliste de la Coupe UEFA en 2004

 Glasgow Rangers
- Finaliste de la Coupe UEFA en 2008
- Vainqueur de la Coupe d'Écosse en 2008, 2009
- Vainqueur de la Coupe de la ligue d'Écosse en  2008
- Champion d'Écosse en  2009
- Élu meilleur joueur du club en 2007

### En tant qu'entraîneur
Marignane-Gignac-Côte Bleue
- Champion de National 2 en 2022-2023[3]